# バイーアの陰謀
バイーアの陰謀（ポルトガル語: Conjuração Baiana）は、1798年にポルトガル統治下のブラジル植民地で計画された反乱である。
多くの仕立て屋が反乱に参加していたため、「仕立て屋の革命（Revolta dos Alfaiates）」とも呼ばれる。また、検挙された有罪者の大多数を下層民が占めていたため、「ブラジル最初の社会運動」とも評されている。

## 経緯
18世紀末のバイーア（サルヴァドール）は約60,000の人口のうち黒人、ムラートが約40,000人を占めていたが、植民地支配の重圧は彼らに特に強い負荷をかけていた。1770年代にサトウキビ、綿花の輸出によってバイーアの農業は回復するが、利益を得たのは農園主と大商人に限られていた。また、サトウキビに偏重した耕作が食糧難の原因となり、食料を得るために商店を襲撃する民衆や兵士の暴動が多発していた。1791年にフランス領サン＝ドマング（ハイチ）で発生した奴隷の反乱の影響はバイーアにも及び、革命の機運が高まっていった。こうした状況下でフリーメイソンの秘密結社である「光の騎士団」をはじめとする一部のエリート層は、ポルトガル本国が課した重税に苦しむ民衆に自由・平等・友愛の思想を広めていた。
1798年8月12日の朝、バイーアの各所に「民主バイーア最高評議会」が市民に決起を求める檄文が張り出された。檄文は民衆の革命への参加とともに、バイーアの独立、共和政の樹立、万民の平等、奴隷制の廃止、独占の禁止と貿易の自由を説いていた。8月19日にはバイーア長官フェルナンド・デ・ポルトガルを大統領に選出する張り紙が現れ、翌20日に共和国宣言を発する張り紙が登場した。しかし、民主バイーア最高評議会によって大統領に選出された長官フェルナンドは、陰謀の参加者の期待に反して反乱の鎮圧を開始した。
密告を受け取ったフェルナンドは、陰謀の参加者が集まるカンポ・ド・ディケに陸軍大佐テオトニオ・デ・ソウザを派遣し、軍の襲撃は事前に察知されていたために参加者の大部分が逃亡に成功する。ディケでは49人が逮捕され、逮捕された人間の大部分は兵士、仕立て屋、大工、石工といった平民であり、9人の奴隷と3人の女性が含まれていた。市内で一部の民衆が蜂起したものの政府は速やかに対応し、反乱者側から密告者が相次いで現れた。
当時のブラジルは識字率が1割未満であるにもかかわらず、陰謀の参加者の大部分は読み書きができ、逮捕された参加者の弁護人は彼らの知的水準が極めて高いことを挙げて擁護している。1799年11月8日、ピエダーデ広場において仕立て屋のジョアン・デ・デウス、マヌエル・ファウスティノ・ドス・サントス・リーラ、兵士のルーカス・ダンタス、ルイス・ゴンザガ・ダス・ヴィルジェンスが絞首刑に処された。そして、逮捕者の中で低い身分に属する人間の一部がアフリカ大陸に追放された。政府の弾圧は下層民に集中し、黒人とムラートが処刑されたものの、知識人は処罰を受けなかった。

## 特徴
先に起きたミナスの陰謀の参加者が植民地のエリート層で占められていたのに対し、バイーアの陰謀はムラート、自由身分の黒人、奴隷が運動に加わっていた。バイーアの独立運動に大きな役割を果たした「光の騎士団」はフランス革命、特に急進的なジャコバン派の影響を強く受けており、エリート層だけでなく下層民の支持も得ていた。陰謀はポルトガル本国だけでなく奴隷を所有するブラジルの支配者層にも衝撃を与えたが、ミナスの陰謀と同様に地方規模の事件にとどまり、組織化された独立運動には発展しなかった。